# Megaloxantha kiyoshii
Megaloxantha kiyoshii es una especie de escarabajo del género Megaloxantha, familia Buprestidae. Fue descrita científicamente por Endo en 1995.

## Distribución geográfica
Habita en la región indomalaya.